# Västerbottens läns valkrets
Västerbottens läns valkrets är en av valkretsarna vid val till den svenska riksdagen. 

## Mandatantal
I det första valet till enkammarriksdagen 1970 hade valkretsen nio fasta mandat, ett antal som var oförändrat åtminstone fram till 1994. Även i riksdagsvalet 2006 hade valkretsen nio fasta mandat. Antalet utjämningsmandat var ett i valen 1970–1982, två i valet 1985, ett i valen 1988–1991 och två i valet 1994. I valet 2006 hade valkretsen två utjämningsmandat.
| 1970 | 1973 | 1976 | 1979 | 1982 | 1985 | 1988 | 1991 | 1994 | 1998 | 2002 | 2006 | 2010 | 2014 | 2018 |
| ---- | ---- | ---- | ---- | ---- | ---- | ---- | ---- | ---- | ---- | ---- | ---- | ---- | ---- | ---- |
| 9    | 9    | 9    | 9    | 9    | 9    | 9    | 9    | 9    | 9    | 9    | 9    | 9    | 9    | 9    |

## Ledamöter i enkammarriksdagen (listan ej komplett)

### 1971–1973
- Tore Nilsson, m
- Nils-Eric Gustafsson, c
- Jan-Ivan Nilsson, c
- Sigvard Larsson, fp
- Rune Ångström, fp
- Roland Brännström, s
- Lilly Hansson, s
- Arne Nygren, s

### 1974–1975/76
- Tore Nilsson, m
- Nils-Eric Gustafsson, c
- Jan-Ivan Nilsson, c
- Svea Wiklund, c
- Rune Ångström, fp
- Roland Brännström, s
- Lilly Hansson, s
- Arne Nygren, s

### 1976/77–1978/79
- Tore Nilsson, m
- Börje Hörnlund, c
- Jan-Ivan Nilsson, c
- Svea Wiklund, c
- Rune Ångström, fp
  - Ulla Orring, fp (ersättare för Rune Ångström 6/2–16/3 1979)
- Roland Brännström, s
- Lilly Hansson, s
- Arne Nygren, s

### 1979/80–1981/82
- Tore Nilsson, m
- Börje Hörnlund, c
- Karin Israelsson, c
- Rune Ångström, fp
  - Ulla Orring, fp (ersättare för Rune Ångström 5/11–19/12 1979)
  - Ulla Orring, fp (ersättare för Rune Ångström 7/5–6/10 1980)
  - Ulla Orring, fp (ersättare för Rune Ångström 18/11–18/12 1981)
- Roland Brännström, s
- Lilly Hansson, s
- Arne Nygren, s

### 1982/83–1984/85
- Tore Nilsson, m
- Börje Hörnlund, c
- Karin Israelsson, c
- Rune Ångström, fp
  - Ulla Orring, fp (ersättare för Rune Ångström 5/5–3/10 1983)
  - Ulla Orring, fp (ersättare för Rune Ångström 2/5–29/9 1985)
- Roland Brännström, s
- Lilly Hansson, s
- Arne Nygren, s

### 1985/86–1987/88
- Börje Hörnlund, c
- Karin Israelsson, c
- Ulla Orring, fp
- Rune Ångström, fp
- Roland Brännström, s
- Lilly Hansson, s (till 1986)

### 1988/89–1990/91
- Börje Hörnlund, c
- Karin Israelsson, c
- Ulla Orring, fp
- Rune Ångström, fp
- Roland Brännström, s

### 1991/92–1993/94
- Börje Hörnlund, c
- Karin Israelsson, c
- Ulla Orring, fp
- Georg Andersson, s (statsråd 30/9–4/10 1991)
  - Eivor Husing, s (ersättare för Georg Andersson 30/9–4/10 1991)
- Carin Lundberg, s

### 1994/95–1997/98
- Börje Hörnlund, c (statsråd 3–7/10 1994, ledamot till 31/1 1996)
  - Karin Israelsson, c (ersättare för Börje Hörnlund 3–7/10 1994, ordinarie ledamot från 1/2 1996)
- Torsten Gavelin, fp
- Rolf Åbjörnsson, kds
- Ulla Löfgren, m
- Peter Eriksson, mp
- Georg Andersson, s (ledamot till 31/10 1995)
  - Lars Lilja, s (ledamot från 1/11 1995)
- Rinaldo Karlsson, s
- Mats Lindberg, s
- Carin Lundberg, s
- Lena Sandlin, s
- Maggi Mikaelsson, v
  - Lennart Gustavsson, v (ersättare maj–juni 1996)

### 1998/99–2001/02
- Åke Sandström, c[3]
- Yvonne Ångström, fp[3]
  - Lennart Degerliden, fp (ersättare för Yvonne Ångström 17/11–18/12 2000)
- Gunilla Tjernberg, kd[3]
- Anders Sjölund, m[3]
- Peter Eriksson, mp[3]
  - Ingegerd Saarinen, mp (1999–2002)
- Karl Gustav Abramsson, s[3]
- Rinaldo Karlsson, s[3]
- Mats Lindberg, s[3]
- Carin Lundberg, s[3]
- Lena Sandlin, s[3]
  - Lars Lilja, s (ersättare 1999–2000, ledamot 2001–2002)
- Lennart Gustavsson, v[3]
- Maggi Mikaelsson, v[3]

### 2002/03–2005/06
- Maud Olofsson, c[4]
- Yvonne Ångström, fp[4]
- Gunilla Tjernberg, kd[4]
- Ulla Löfgren, m[4]
- Ingegerd Saarinen, mp[4]
- Karl Gustav Abramsson, s[4]
- Lars Lilja, s[4]
- Carin Lundberg, s[4]
- Lena Sandlin-Hedman, s[4]
- Sören Wibe, s[4]
  - Britta Rådström, s (ersättare 2002–2004, ledamot 2004–2006)
- Lennart Gustavsson, v[4]

### 2006/07–2009/10
- Maud Olofsson, c[5] (statsråd under mandatperioden)
  - Åke Sandström, c (statsrådsersättare under mandatperioden)
- Maria Lundqvist-Brömster, fp[5]
- Gunilla Tjernberg, kd[5]
- Ulla Löfgren, m[5]
- Thomas Nihlén, mp[5]
- Karl Gustav Abramsson, s[5]
- Ibrahim Baylan, s[5]
- Lars Lilja, s[5]
- Helén Pettersson, s[5]
- Britta Rådström, s[5]
- LiseLotte Olsson, v[5]

### 2010/11–2013/14
- Maud Olofsson, C[6]
  - Helena Lindahl, C (ersättare för Maud Olofsson)
- Maria Lundqvist-Brömster, FP[6]
- Anders Sellström, KD[6]
- Elisabeth Björnsdotter Rahm, M[6]
- Edward Riedl, M[6]
- Jabar Amin, MP[6]
  - Ann-Louise Hansson, MP (ersättare för Jabar Amin)
- Ibrahim Baylan, S[6]
- Isak From, S[6]
- Katarina Köhler, S[6]
- Helén Pettersson, S[6]
- Jonas Sjöstedt, V[6]

### 2014/15–2017/18
- Helena Lindahl, C[7]
- Edward Riedl, M[7]
- Jabar Amin, MP[7]
- Isak From, S[7]
- Katarina Köhler, S[7]
  - Jamal Mouneimne, S (ersättare för Katarina Köhler 29/10 2015–12/9 2017)
    - Marie-Louise Rönnmark, S (ersättare för Katarina Köhler 13/9 2017–30/3 2018)
- Veronica Lindholm, S[7]
- Helén Pettersson, S[7]
- Björn Wiechel, S[7]
- Anna Hagwall, SD[7] 2014/15–15/2 2017, – från 16/2 2017
- Jonas Sjöstedt, V[7]

### 2018/19–2021/22
- Helena Lindahl, C[8]
- Elisabeth Björnsdotter Rahm, M[8]
- Edward Riedl, M[8]
- Isak From, S[8]
- Åsa Karlsson, S[8]
- Helén Pettersson, S[8]
- Björn Wiechel, S[8]
  - Fredrik Stenberg, S (ersättare för Björn Wiechel 1/12 2018–1/1 2019 samt 20/12 2019–17/8 2020)
- Jonas Andersson, SD[8]
- Jonas Sjöstedt, V[8] (2018/19–3/11 2020)
  - Gudrun Nordborg, V (från 4/11 2020)

### 2022/23–2025/26
- Helena Lindahl, C[9]
- Edward Riedl, M[9]
- Elin Söderberg, MP[9]
- Isak From, S[9]
- Åsa Karlsson, S[9]
- Helén Pettersson, S[9]
- Björn Wiechel, S[9]
- Pontus Andersson, SD[9]
- Gudrun Nordborg, V[9]

## Riksdagsledamöter i första kammaren
Vid tvåkammarriksdagens tillkomst 1867 var Västerbottens läns valkrets en egen valkrets i första kammaren. Antalet mandat var från början två, men höjdes till tre år 1868 och till fyra år 1891. Från och med förstakammarvalet 1921 ingick länet i Västerbottens läns och Norrbottens läns valkrets. I september 1909 hölls för första gången val med den proportionella valmetoden.

### 1867–1909 (successivt förnyade mandat)
- Victor Almqvist (1867–1869)
  - Erik Häggström (1870–1874)
    - Frithiof Grafström (1875–1883)
      - Daniel Nordlander (1884–1885)
        - Robert von Hedenberg, prot 1888–1894 (1886–1894)
          - Oscar Bremberg, min (1895–1903)
            - Axel Hedborg, mod (1904–1906)
              - Oscar Bremberg, mod (1907–17/1 1908)
                - Herman Juhlin Dannfelt, mod (26/2 1908–1909)
- Herman Rydin (1867–1875)
  - Claes Adelsköld (1876–1884)
    - Axel Cederberg, min 1888–1904, mod 1905–1907 (1885–1907)
      - Herman Rogberg, mod (1908–1909)
- Johan August Hazelius (1868–28/4 1871)
  - Gustaf Fridolf Almquist (urtima riksdagen 1871–1880)
    - Carl Otto Bergman (1881–1883)
      - Christopher Huldt (1884–1885)
        - August Almén, min 1888–1902 (1886–1902)
          - Gustaf Edström (1903)
            - Jesper Crusebjörn (1904)
              - Edward Kinberg, mod (1905–1909)
- Karl Husberg, min (1891–1893)
  - Jesper Crusebjörn (1894–1896)
    - Jakob Berlin, min 1897–1904, mod 1905–1908 (1897–5/4 1908)
      - Anders Åström, mod (11/5 1908–1909)

### 1910–1911
- Henning Biörklund, mod
- Richard Markgren, mod
- Herman Rogberg, mod
- Anders Åström, mod

### 1912–1915
- Herman Rogberg, n (1912)
  - Henning Biörklund, n (1913–1915)
- Anders Åström, n
- Karl Grubbström, lib s 1912–vårsessionen 1914, frisinnad vilde höstsessionen 1914, lib s 1915
- Gustav Rosén, lib s

### 1916–lagtima riksdagen 1919
- Uno Norman, n (1916–1/11 1917)
  - Johan Algot Stenberg, n (1918–1919)
- Herman Rogberg, n
- Emil Lagerkvist, lib s
- Gustav Rosén, lib s

### Urtima riksdagen 1919–1921
- Herman Rogberg, n
- John Almkvist, lib s
- Gustav Rosén, lib s
- Axel Schotte, lib s

## Riksdagsledamöter i andra kammaren
Västerbottens läns valkrets var även en valkrets till andra kammaren under perioden 1922–1970. Fram till 1921 var länet däremot indelat i olika valkretsar, under perioden med majoritetsval 1866–1911 i kretsar med ett mandat vardera. 
I andrakammarvalet 1866 var landsbygden uppdelad på fyra valkretsar, Umeå tingslags valkrets, Nordmalings och Bjurholms, Degerfors, Lycksele och Åsele tingslags valkrets, Västerbottens mellersta domsagas valkrets och Västerbottens norra domsagas valkrets. Vid valet 1875 ersattes Umeå tingslags valkrets och Nordmalings och Bjurholms, Degerfors, Lycksele och Åsele tingslags valkrets av två nya valkretsar, Umeå, Nordmalings och Bjurholms tingslags valkrets samt Degerfors, Lycksele och Åsele tingslags valkrets. Inför 1884 års andrakammarval avskaffades även dessa två och ersattes av Västerbottens södra domsagas valkrets och Västerbottens västra domsagas valkrets. Vid valet 1893 delades Västerbottens södra domsagas valkrets upp i Nordmalings och Bjurholms samt Degerfors tingslags valkrets samt Umeå tingslags valkrets. Vid det sista majoritetsvalet 1908 delades även Västerbottens norra domsagas valkrets upp och ersattes av Skellefteå tingslags valkrets och Norsjö och Malå tingslags valkrets.
Residensstaden Umeå ingick i valen 1866–1872 i Härnösands, Umeå, Luleå och Piteå valkrets, medan Skellefteå stad ingick i Västerbottens norra domsagas valkrets. I valet 1875 överfördes dock Skellefteå till stadsvalkretsen, som utökades till Härnösands, Umeå, Skellefteå, Piteå, Luleå och Haparanda valkrets. Inför valet 1878 ändrades valkretsen till Luleå, Umeå, Piteå, Haparanda och Skellefteå valkrets, men i extravalet 1887 överfördes länets båda städer till Härnösands, Umeå och Skellefteå valkrets. Därefter förblev stadsvalkretsen oförändrad till valet 1896, då de båda västerbottniska städerna övergick till Umeå, Skellefteå och Piteå valkrets.
Vid införandet av proportionellt valsystem i valet 1911 avskaffades samtliga äldre andrakammarvalkretsar och länet indelades i Västerbottens läns södra valkrets (med fyra mandat) och Västerbottens läns norra valkrets (med tre mandat). Vid andrakammarvalet 1921 förenades länet slutligen till en enda sammanhållen valkrets. Antalet mandat var sju i valen 1921–1928, åtta i valen 1932–1948 och därefter åter sju i valen 1952–1968.

### 1922–1924
- Ludwig Brännström, lmb
- Ewald Lindmark, lmb
- Adolf Wiklund, lmb
- Werner Bäckström, lib s 1922–1923, fris 1924
- Johan Rehn, lib s 1922–1923, frisinnad vilde 1924
- Anton Wikström, lib s 1922–1923, frisinnad vilde 1924
- Elof Lindberg, s vgr 1922–1923, s 1924

### 1925–1928
- Ludwig Brännström, lmb
- Ewald Lindmark, lmb
- Adolf Wiklund, lmb
- Werner Bäckström, fris
- Evert Sandberg, fris
- Anton Wikström, frisinnad vilde 1925, fris 1926–1928
- Elof Lindberg, s

### 1929–1932
- Ewald Lindmark, lmb
- Adolf Wiklund, lmb
- Pelle Näslund, fris
- Evert Sandberg, fris
- Anton Wikström, fris
- Elof Lindberg, s
- Johan Bernhard Wiklund, s

### 1933–1936
- Ludwig Brännström, lmb 1933–1934, h 1935–1936
- Eric Hansson, lmb 1933–1934, h 1935–1936
- Ewald Lindmark, lmb 1933–1934, h 1935–1936
- Pelle Näslund, fris 1933–1934, fp 1935–1936
- Evert Sandberg, fris 1933–1934, fp 1935–1936
- Anton Wikström, fris 1933–1934, fp 1935 (1933–26/1 1935)
  - Nils Brännström, fp (14/2 1935–1936)
- Elof Lindberg, s
- Johan Bernhard Wiklund, s

### 1937–1940
- Eric Hansson, h
- Ewald Lindmark, h
- Helmer Johansson, bf
- Axel Bæckström, fp (1937–1938)
  - Andreas Nilsson, fp (1939–1940)
- Evert Sandberg, fp
- Uddo Jacobson, s
- Elof Lindberg, s
- Oskar Åkerström, s

### 1941–1944
- Eric Hansson, h
- Ewald Lindmark, h (1941–24/10 1944)
  - Linus Engman, h (11/11–31/12 1944)
- Andreas Nilsson, fp
- Evert Sandberg, fp
- Uddo Jacobson, s
- Elof Lindberg, s (1941–1943)
  - Magnus Nilsson, s (1944)
- Gösta Skoglund, s
- Oskar Åkerström, s

### 1945–1948
- Carl Lindmark, h (1945–1947)
  - Carl Östlund, h (1948)
- Helmer Johansson, bf
- Evert Sandberg, fp
- Ragnhild Sandström, fp
- Uddo Jacobson, s
- Magnus Nilsson, s
- Gösta Skoglund, s
- Oskar Åkerström, s

### 1949–1952
- Carl Östlund, h
- Helmer Johansson, bf
- Evert Sandberg, fp (1949–1951)
  - Henning Gustafsson, fp (1952)
- Ragnhild Sandström, fp
- Uddo Jacobson, s
- Magnus Nilsson, s
- Gösta Skoglund, s
- Oskar Åkerström, s

### 1953–1956
- Carl Östlund, h
- Helmer Johansson, bf (1953–23/7 1955)
  - Frithiof Norén, bf (12/8 1955–1956)
- Henning Gustafsson, fp
- Ragnhild Sandström, fp
- Uddo Jacobson, s
- Gösta Skoglund, s
- Oskar Åkerström, s

### 1957–vårsessionen 1958
- Carl Östlund, h
- Jan-Ivan Nilsson, bf/c
- Henning Gustafsson, fp
- Ragnhild Sandström, fp
- Uddo Jacobson, s (1/1–22/8 1957)
  - Gunnar Lundmark, s (5/9 1957–1958)
- Gösta Skoglund, s
- Oskar Åkerström, s

### Höstsessionen 1958–1960
- Carl Östlund, h
- Jan-Ivan Nilsson, c
- Henning Gustafsson, fp
- Ragnhild Sandström, fp (1958–7/12 1960)
- Gunnar Lundmark, s
- Gösta Skoglund, s
- Oskar Åkerström, s

### 1961–1964
- Carl Östlund, h
- Jan-Ivan Nilsson, c
- Henning Gustafsson, fp
- Sigvard Larsson, fp
- Astrid Lindekvist, s
- Gunnar Lundmark, s
- Gösta Skoglund, s

### 1965–1968
- Tore Nilsson, h
- Jan-Ivan Nilsson, c
- Henning Gustafsson, fp
- Sigvard Larsson, fp
- Astrid Lindekvist, s
- Gunnar Lundmark, s
- Gösta Skoglund, s

### 1969–1970
- Tore Nilsson, h/m
- Jan-Ivan Nilsson, c
- Sigvard Larsson, fp
- Roland Brännström, s
- Gunnar Lundmark, s
- Arne Nygren, s
- Gösta Skoglund, s